# قصر ناظم باشا
قصرُ ناظم باشا هو أحدُ القصورِ التاريخيّةِ في مدينةِ دمشق، شُيِّدَ في مطلعِ القرنِ العشرين. في عامِ 1898، وبعدَ تعيينِه واليًا على دَمَشْقَ، قرّرَ ناظمُ باشا عدمَ الإقامةِ في قُصورِ المدينةِ القديمة، وفضَّلَ بناءَ قصرٍ خاصٍّ به. فاشترى قطعةَ أرضٍ كبيرةٍ من الوجيهِ شفيق مؤيّد العظم في منطقةِ المُهاجِرينَ، وكلّفَ المهندسَ المصريَّ خُورشيد وَهْبَة بتصميمِ القصرِ على طِرازٍ يُشبهُ قُصورَ المدنِ الأوروبيّةِ الكبرى. انتهى بناءُ القصرِ في عامِ 1905، وكان يتألّفُ من طابقينَ مع قبوٍ مخصّصٍ لِلخدماتِ، بالإضافةِ إلى حديقةٍ واسعةٍ تتكوّنُ من ثلاثةِ مستوياتٍ. مثّلَ القصرُ نمطًا معماريًّا حديثًا يعكسُ التحوّلاتِ العمرانيَّةَ التي شهدتْها دَمَشْقُ في تلك الفترة. وبعدَ انتهاءِ مدةِ خدمةِ ناظم باشا في المدينة، باعَ القصرَ لِلمهندسِ خورشيد وهبة مقابلَ 5000 ذهبة.
مرحلة خورشيد وهبة:
بعدَ بيعِ ناظم باشا القصرَ، انتقلَ إلى يدِ المهندسِ خورشيد وهبة، الذي عاش في القصرِ مع زوجته السوريّة وابنها حمدي الإدلبي. كان لإدلبي دورٌ كبيرٌ في تطويرِ العلاقاتِ الثقافيّةِ والتعليميةِ في سوريا، حيثُ قامَ بإرسالِ ابنِه إلى الجامعةِ الأمريكيّة في بيروت لِدِراسةِ الطبّ، ثم إلى ألمانيا لمواصلةِ دراسته. في حدائقِ القصرِ، جرى عقدُ قرانِ حمدي الإدلبي على الشابةِ ألفة الأدلبي، التي أصبحت فيما بعد واحدةً من أشهرِ الأديباتِ السوريات.في عامِ 1914، ومع اندلاعِ الحربِ العالميّةِ الأولى، قامَ خورشيد وهبة بتأجيرِ القصرِ لِلدولةِ العثمانيّة. أصبحَ القصرُ مركزًا مهمًّا في تلك الفترة، حيثُ اتّخذَ جمال باشا، قائد الجيشِ العثمانيِّ الرابعِ في سوريا، القصرَ مَقَرًّا لإقامته في عام 1915. ومع نهايةِ الحرب، تحوّلَ القصرُ إلى مستشفى عسكريٍّ لِلجنودِ العثمانيين.
مرحلة الأمير فيصل:
بعدَ انهيارِ الدولةِ العثمانيّة في نهايةِ الحربِ العالميّةِ الأولى، عادَ القصرُ إلى مالكه الأصلي خورشيد وهبة. في عامِ 1918، ومع دخولِ الأميرِ فيصل بن الحسين إلى دَمَشْقَ، قامَ باستئجارِ القصرِ واعتبرَه مَقَرًّا له بعد إعلانِ تحريرِ سوريا من الحكمِ العثماني.
مرحلة الرئيس حافظ الأسد:
في عامِ 1971، اتّخذَ الرئ حافظ الأسد من قصرِ المُهاجِرينَ مَقَرًّا رسميًّا لحُكمِه. استمرّ في استخدامِه حتى عام 1978، حينَ انتقلَ إلى قصرِ الروضةِ لأسبابٍ أمنيّة على خلفيّةِ المواجهاتِ مع الإخوانِ المسلمين. بعدَ فترةٍ من الإغلاق، تمّ وضعُ القصرِ في عهدةِ الحرسِ الجمهوري، وظلَّ مَقَرًّا لِضُبّاطِه حتى عام 2010، عندما تمَّ ترميمُه وإعادةُ افتتاحِه في عهدِ الرئيسِ بشار الأسد.